# Shaenon K. Garrity
Shaenon K. Garrity (née le 4 mai 1978) est une autrice et illustratrice de bande dessinée en ligne. Son œuvre la plus connue est Narbonic. Elle a été éditrice chez VIZ Media et a travaillé sur plus de 20 séries de mangas, y compris Naruto, One Piece, Inu-Yasha et Détective Conan. Elle a participé à la création de nombreuses bandes dessinées, cartoons et mangas dont Animerica, Nickelodeon Magazine et Otaku USA ainsi qu'à des sites internet comme Anime News Network et The Comics Journal.

## Biographie
Garrity était l'une des autrices les plus importantes du réseau de bande dessinée en ligne commerciale Modern Tales, dont elle a été l'éditrice de 2006 à 2012. En plus d'écrire et d'illustrer Narbonic, elle a écrit (et souvent dessiné) le spin-off Li'l Mell and Sergio pour Girlamatic et a écrit Smithson (dessiné par Brian Moore, Robert T. Stevenson et Roger Langridge) pour Webcomics Nation. Elle travaille actuellement sur le webcomic Skin Horse, qu'elle dessine et co-écrit avec Jeffrey C. Wells. Elle a écrit l'une des premières bandes dessinées du collectif d'artistes Serializer, Trunktown, dessiné par Tom Hart. Elle a écrit la série d'articles All the Comics in the World pour le site Comixology entre 2007 et 2012, et écrit des articles critiques pour The Comics Journal.
Elle a créé la bande dessinée en ligne Smithson, dessinée par Robert T. Stevenson, Brian Moore et Roger Langridge. Celle-ci avait d'abord été publiée en septembre 2003 sous le nom More Fun et a été l'une des premières publications du site de bande dessinée en ligne commerciale Graphic Smash. En 2005, More Fun fut déplacé vers le site Webcomics Nation et reçut son nouveau nom, Smithson.
Garrity a également travaillé pour Marvel Comics, entre autres sur les Marvel Holiday Specials de 2005 à 2007.
En 2010, Garrity a contribué à l'écriture de Prison Knife Fight pour l'anthologie Machine of Death. Elle a continué à publier d'autres histoires en prose au cours des deux années suivantes, et rejoint le groupe Science Fiction Writers of America en 2012. Elle travaille pour VIZ Media depuis 2000 et y est éditrice de mangas depuis 2003.
Elle a été contributrice pour le magazine Otaku USA et a écrit des critiques de mangas pour Manga: The Complete Guide par Jason Thompson. Elle a fait une apparition dans Adventures Into Digital Comics, un documentaire de 2006 sur l'industrie de la bande dessinée américaine ainsi que dans Stripped, un documentaire de 2014 sur les comic strips.
Garrity fait partie du groupe Couscous Collective, dont le site propose à la vente des versions imprimées de certaines de ses publications en ligne.

## Vie personnelle
Garrity est mariée avec Andrew Farago, auteur et conservateur du Cartoon Art Museum.

## Autres
En 1997, Jeff Smith organise un concours dans le courrier des lecteurs de sa série de bande-dessinée Bone, invitant les lecteurs à trouver un nom pour la créature qui venait d'être adoptée par les personnages principaux. Garrity propose le nom Bartleby, d'après la nouvelle d'Herman Melville. Elle gagne le concours, dont le résultat est révélé dans le vingt-huitième numéro de Bone.
En août 2003, les fans de sa bande dessinée en ligne Narbonic créèrent NarboniCon, le premier de quatre rassemblements annuels dédiés à la série.

## Récompense
- 2005 : Prix Lulu de l'année pour son trail sur Girlamatic.com
- 2022 : prix Inkpot, pour l'ensemble de son œuvre[8].

### Publications
- Narbonic[9]
- Smithson (avec Robert Stevenson, Brian Moore et Roger Langridge)
- Li'l Mell and Sergio[10] (avec Neil Babra, Vera Brosgol, Andrew Farago, Bill Mudron et Andre Richard)
- Skin Horse[11] (avec Jeffrey Wells)
- Perils of the Lady Gamer
- Monster of the Week[12]
- Future (avec Liz Conley, Evan Waldinger, Lauren Davis, Pancha Diaz et Karen Luk)
- Horror Every Day[13]